# Withers & Co.

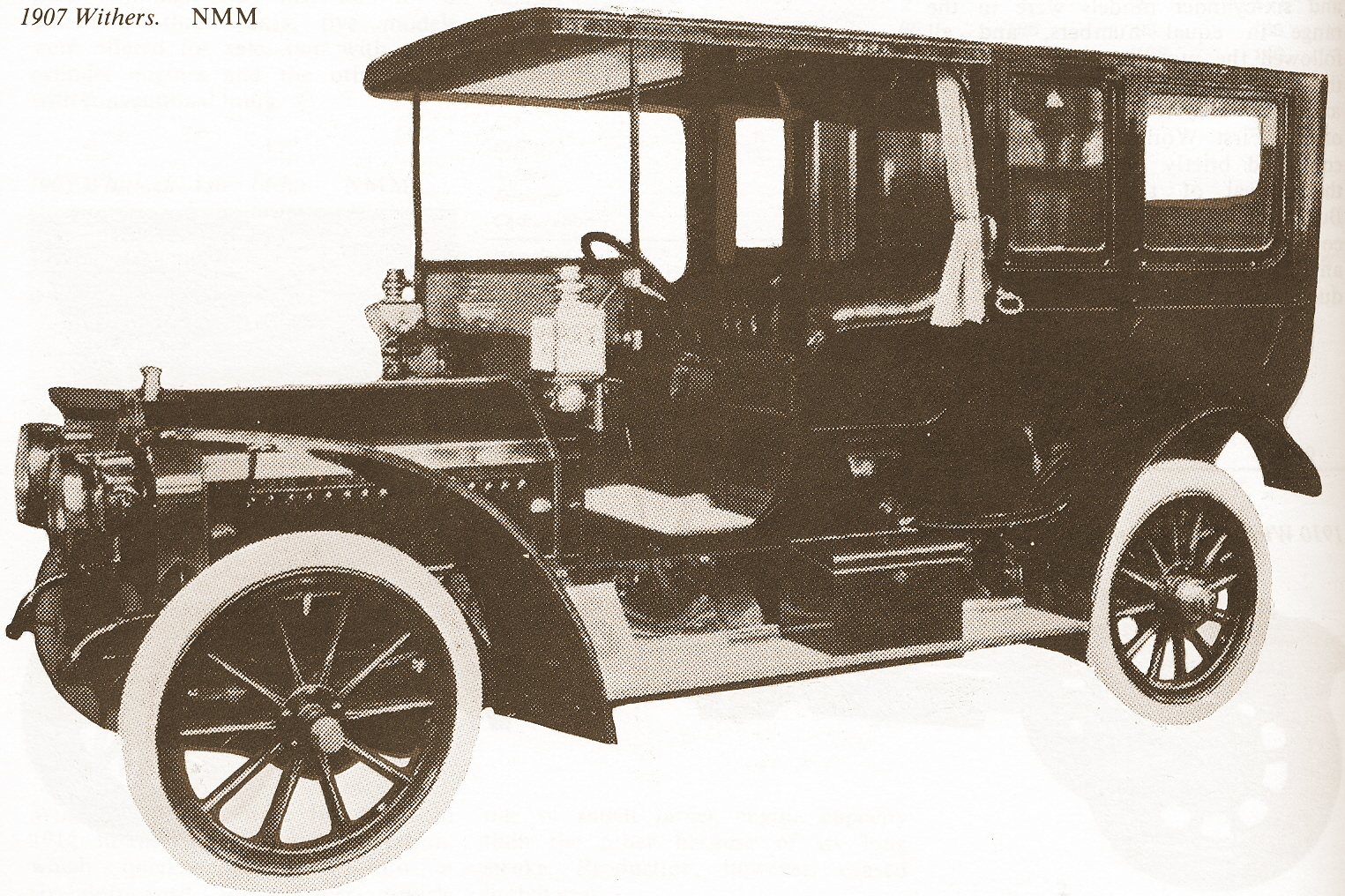
Withers (1907)

Die Withers & Co. Ltd. war ein britischer Automobilhersteller, der von 1906 bis 1915 in der Edgeware Road im Norden Londons ansässig war.
Die Withers waren Oberklasse-Automobile mit Vierzylinder-Reihenmotoren. Die Hubräume lagen zwischen 2,4 l und 8 l.
Neben den Fahrzeugen der eigenen Marke wurden bei Withers & Co. auch Modelle anderer Automobilhersteller im Auftrag gefertigt. Im Ersten Weltkrieg wurde die Produktion eingestellt und danach nicht mehr aufgenommen.

## Modelle
| Modell   | Bauzeitraum | Zylinder | Hubraum  | Radstand |
| -------- | ----------- | -------- | -------- | -------- |
| 20/22 hp | 1906–1910   | 4 Reihe  | 3686 cm³ | 2946 mm  |
| 24/30 hp | 1906–1910   | 4 Reihe  | 4849 cm³ | 3124 mm  |
| 14/16 hp | 1907–1910   | 4 Reihe  | 2438 cm³ | 2819 mm  |
| 35/40 hp | 1908–1913   | 4 Reihe  | 5876 cm³ | 3251 mm  |
| 40 hp    | 1908–?      | 4 Reihe  | 7964 cm³ | 3124 mm  |
| 30/35 hp | 1909–1913   | 4 Reihe  | 4942 cm³ | 3251 mm  |
| 20 hp    | 1911–1913   | 4 Reihe  | 2545 cm³ | 2896 mm  |
| 25 hp    | 1911–1913   | 4 Reihe  | 4082 cm³ | 3124 mm  |
| 20 hp    | 1913–1915   | 4 Reihe  | 3307 cm³ | 3124 mm  |

## Quelle
- David Culshaw & Peter Horrobin: The Complete Catalogue of British Cars 1895–1975. Veloce Publishing plc. Dorchester (1999). ISBN 1-874105-93-6